# Circoscrizione Francia nord-occidentale
La Circoscrizione nord-occidentale è stato uno dei collegi elettorali in cui è stata suddivisa la Francia per le elezioni del Parlamento europeo. Essa coincide con l'area coperta dalle regioni della Bassa Normandia, Alta Normandia, Nord-Passo di Calais e Piccardia.
Il collegio comprendeva una popolazione di circa 9.150.000 abitanti, e ha eletto 12 europarlamentari tra il 2004 e il 2009, poi ridotti a 10 (con una rappresentanza di 1 deputato ogni 762.000 persone).